# Charles Platon
Charles Jean Guillaume Platon (Pujols, 19 settembre 1886 – Valojoulx, 28 agosto 1944) è stato un ammiraglio e politico francese, già distintosi come ufficiale sommergibilista nel corso della prima guerra mondiale. Tra le due guerre mondiali fu comandante di cacciatorpediniere, primo sottocapo di stato maggiore dell'ammiraglio Georges Robert, professore presso il Centre des Hautes Études Navales e comandante della 10ère Division légère della 2ème Escadre. Dopo lo scoppio della seconda guerra mondiale fu nominato comandante del settore marittimo del Nord (Dunkerque, Calais e Boulogne-sur-Mer) e nel maggio 1940 diresse l'evacuazione delle truppe franco-britanniche (Operazione Dynamo).
Dopo la firma del armistizio di Compiègne aderì al regime di Vichy entrando in politica. Tra il 6 settembre 1940 e l'8 aprile 1942 fu Ministro delle Colonie nel governi Laval V, Flandin e Darlan, e tra il 18 aprile 1942 e il 26 marzo 1943 Segretario di stato con responsabilità del coordinamento della forze armate, e capo della polizia antimassonica. Dopo l'attacco alla flotta francese compiuto dalla Royal Navy a Mers-el-Kébir manifestò apertamente forti sentimenti anti-gollisti e anti-britannici e fanatismo contro i funzionari statali di religione ebraica, che rasentarono la paranoia, sostenendo apertamente una politica di collaborazione con la Germania nazista. Il 22 luglio 1944 fu catturato nella sua casa di Pujols dai maquisards dei FTP della Dordogna, appartenenti al 6º Battaglione delle Forces françaises de l'intérieur e successivamente sottoposto a corte marziale con l'accusa di connivenza con il nemico. Al termine del dibattimento fu condannato a morte. Insignito dell'Ordine della francisca.

## Biografia
Nacque a Pujols, Gironda, il 19 settembre 1886, figlio di Georges, bibliotecario presso la prestigiosa Bibliothèque universitaire de Droit de Bordeaux, e di Jeanne Labonne, professoressa presso la Scuola normale d'istruzione di Bordeaux. Si arruolò nella Marine nationale nel 1904, iniziando a frequentare l'École Navale di Brest, divenendo aspirante il 5 ottobre 1907. Il 1º gennaio 1908 si imbarcò sull'incrociatore corazzato Léon Gambetta appartenente alla Escadre du Nord. Il 5 ottobre 1909 fu promosso Enseigne de vaisseau, e il 1º gennaio 1911 prese servizio a bordo dell'incrociatore corazzato Victor Hugo appartenente alla 1ère Escadre. Il 9 marzo dello stesso anno si sposò a Quiberon con la signorina Suzanne Bellamy, figlia di Jean-William Bellamy, e di Elisabeth Prouchet, che gli diede quattro figli, Jean, Janine, Claude e André. Dal 1º gennaio 1912 seguì i corsi di istruzione presso la Scuola per ufficiali siluristi a Tolone conseguendo il relativo brevetto.
Il 1º gennaio 1914 fu nominato vicecomandante del sottomarino Germinal, assegnato alla 1ère Escadrille de sous-marins della 2ème Escadre légère di stanza a Cherbourg. Tenente di vascello dal 17 marzo 1917, dall'ottobre dello stesso anno assunse il comando del sottomarino Opale operante nel Mar Mediterraneo". Decorato con la Croce di Cavaliere della legion d'onore, il 1º gennaio 1921 fu nominato comandante del sottomarino Fulton, assegnato all'Escadrille de sous-marins del 5ème Arrondissement maritime a Tolone. Nel 1922 conseguì il brevettò di ufficiale presso la École Supérieure de la Marine, e fu promosso capitano di corvetta il 14 giugno 1923. Capitano di fregata dall'11 gennaio 1927 divenne Ufficiale della Legion d'onore e Cavaliere dell'Ordine al merito marittimo.
Il 22 febbraio 1929 assunse il comando del cacciatorpediniere Tornade, e poi assunse l'incarico di primo sottocapo di stato maggiore dell'ammiraglio Georges Robert, comandante in capo della 1ème Escadre, imbarcato sulla nave da battaglia Lorraine.
Promosso capitano di vascello il 1º novembre 1935, fu nominato professore presso il Centre des Hautes Études Navales. Nel 1934 fu assegnato allo Stato maggiore generale della Marina posto a capo del 3e Bureau, incarico che lascio per assumere quello di comandante della 10ère Division légère della 2ème Escadre, alzando la sua insegna sul cacciatorpediniere Fantasque. Con il grado di contrammiraglio nel 1939 fu nominato comandante del settore marittimo del Nord (Dunkerque, Calais e Boulogne-sur-Mer), e dopo l'esito negativo della battaglia di Francia del maggio 1940 diresse l'evacuazione delle truppe franco-britanniche (Operazione Dynamo) presenti nel porto. Fu l'ultimo soldato francese a lasciare Dunkerque, il 5 giugno. Il 1º giugno era stato insignito del titolo di Commendatore della Legion d'onore. Citato tre volte all'Ordine dell'Armée, assunse successivamente il comando della 3ère Escadre légère. L'attacco condotto dalla Royal Navy britannica contro la Force de Raid francese a Mers-el-Kébir (Operazione Catapult) lo portò ad assumere una netta posizione filotedesca e contro il governo britannico e il generale Charles De Gaulle. Tra il 20 e il 22 luglio 1940 eseguì una visita in Camerun dove fomentò subito problemi tra le parti che sostenevano e quelle che si opponevano agli inglesi, che subito dopo la sua partenza vennero informati del divieto di sorvolo del paese da parte dei loro aerei. Tuttavia, un mese dopo il Camerun, passò dalla parte dei gollisti.

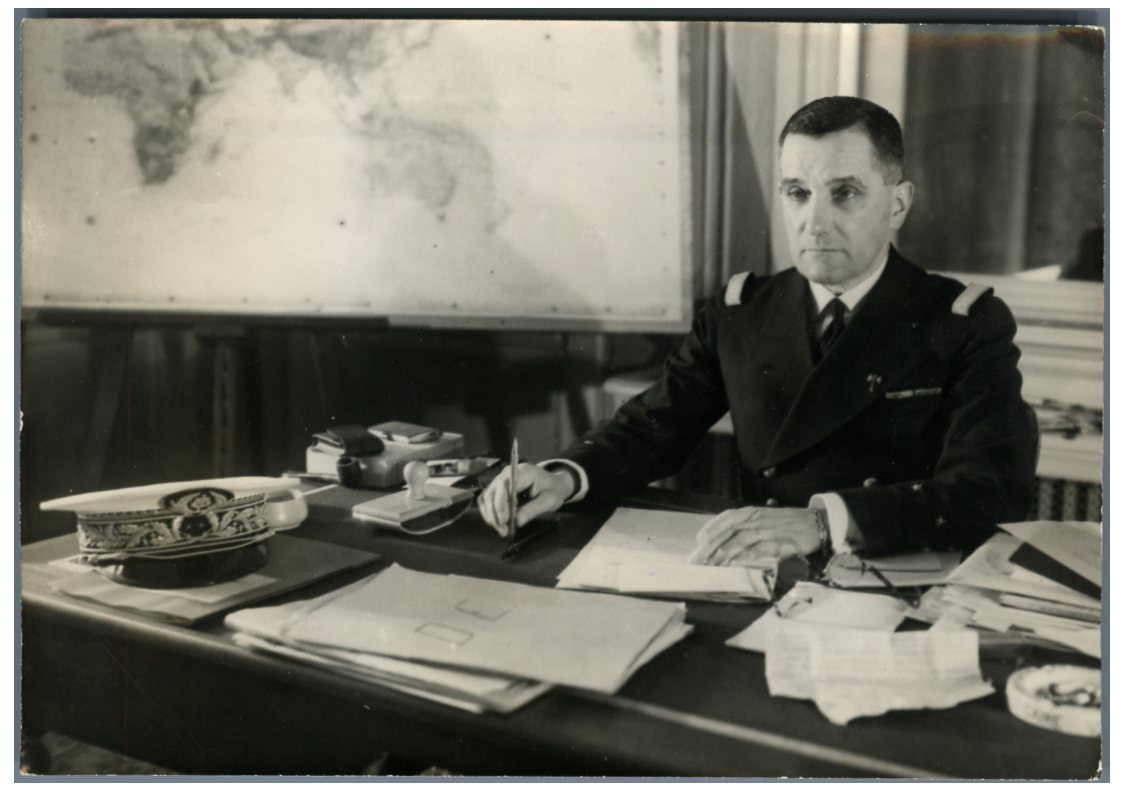
Il Ministro delle Colonie Charles Platon alla sua scrivania in una foto del 1941.

Il 6 settembre 1940 fu nominato Ministro delle Colonie al posto di Henry Lémery, nel primo governo del regime di Vichy, e una volta insediatosi all'Hôtel Britannique propose subito di riconquistare i paesi dell'Africa equatoriale francese che avevano aderito al proclama emesso da de Gaulle. Fu uno dei pochi di religione protestante ammessi a far parte dell'entourage del capo dello stato francese, Maresciallo di Francia Philippe Pétain.
A testimonianza dei forti sentimenti anti-gollisti e anti-britannici e del fanatismo contro i funzionari statali di religione Ebraica, che rasentavano la paranoia, sostenne apertamente una politica di collaborazione con la Germania nazista. Il 27 ottobre 1940, su sua raccomandazione, fu approvata una legge che sospendeva tutte le assemblee elette nelle colonie e che conferiva pieni poteri ai governatori coloniali. Nel giugno 1941 propose una serie di modifiche legislative al fine di eliminare gli ostacoli all'implementazione delle leggi antisemite francesi nelle colonie.
Appoggiò il tentativo compiuto dall'ammiraglio François Darlan nell'estate del 1941 per ottenere una alleanza militare con la Germania. Il Presidente del Consiglio Pierre Laval divenne diffidente nei suoi confronti e lo tenne lontano dalle decisioni importanti relative al suo ministero. Rientrato in Francia malato da un giro di ispezione in Togo, Africa, nel novembre 1941, fu ricoverato in ospedale per alcune settimane. In tale occasione stese un rapporto in cui si diceva sospettoso delle attività svolte dalle missioni protestanti presenti nella colonie francesi in Africa, in quanto potevano essere collegate con le analoghe presenti nei territori britannici. La loro attività doveva essere unicamente di natura religiosa, e chiese alle autorità locali di monitorarle costantemente. Nel dicembre 1941 presentò un piano decennale in cui dichiarava che la Francia avrebbe dovuto continuare nella sua missione colonizzatrice, e che tali colonie avrebbero dovuto divenire industrializzate. La guerra aveva ampiamente dimostrato che il decentramento delle industrie vitali era da considerarsi prudente, e che non avrebbe indebolito l'industria presente nella Francia metropolitana, ma avrebbe dato ai soggetti coloniali un maggiore potere d'acquisto.
Elevato al rango di viceammiraglio, il 18 aprile 1942 fu allontanato dal governo per decisione di Laval, sostituito da Jules Brévié, ma data la sua vicinanza al Maresciallo Pétain fu nominato Segretario di stato con responsabilità del coordinamento della forze armate, e capo della polizia antimassonica (Service des sociétés secrètes, SSS) creata nel maggio 1941. Nel settembre 1942 ordinò di espellere molti degli ebrei allora presenti nella regione di Clermont-Ferrand, venendo successivamente informato dal locale prefetto che il 70% degli ebrei i cui casi erano stati esaminati risultavano espulsi. Fautore della Révolution nationale era convinto che per ripristinare la grandezza della Francia doveva essere richiesto agli abitanti obbedienza e ordine, totale lealtà al loro leader, coraggio, pazienza, onestà e disciplina.
Durante lo sbarco angloamericano in Nord Africa, iniziato l'8 novembre 1942, fu subito a favore di una alleanza con la Germania e si oppose fermamente all'ammiraglio Gabriel Auphan, che era favorevole a fermare i combattimenti tra le forze francesi e quelle americane. Quando il 27 novembre 1942 seppe dell'avvenuto autoaffondamento della flotta francese a Tolone, ordinato dall'ammiraglio Jean de Laborde in ottemperanza agli ordini ricevuti a suo tempo dall'ammiraglio Darlan, fu preso da una furia incontrollabile, tanto che il Maresciallo Pétain arrivò ad esclamare Ma è pazzo!. Il 26 marzo 1943 Laval lo allontanò definitivamente dal governo in quanto lo trovava affetto da zelo eccessivo e mancante di buone maniere. Si avvicinò ancora di più agli ultra collaborazionisti e moltiplicò i suoi viaggi a Parigi per incontrare i funzionari tedeschi, valutando l'integrazione dei marinai francesi nella Kriegsmarine e continuando a complottare per rovesciare il governo Laval. Nel luglio 1944 fu firmatario, e portò personalmente a Pétain, una dichiarazione, firmata tra gli altri da Marcel Déat, Jean Luchaire e Fernand de Brinon, con cui si chiedeva di rimuovere Laval dal suo incarico in quanto considerano troppo tiepido di fronte dell'offensiva angloamericana lanciata in Normandia, proponendo nel contempo la sua candidatura a Presidente del Consiglio. Questo tentativo fallì e fu messo agli arresti domiciliari nella sua casa nella Gironda. Dopo la morte di Philippe Henriot incominciò a temere per la sua vita, e mandò una lettera a Bordeaux a Richard Noseck, vice di Helmut Knochen, capo della polizia di sicurezza e del servizio di sicurezza per la Francia, chiedendo loro di intervenire presso il Feldkommandantur di Libourne per aumentare le pattuglie di sorveglianza vicino a casa sua. Il 22 luglio 1944 fu catturato nella sua casa di Pujols dai maquisards dei FTP della Dordogna, appartenenti al 6º Battaglione delle Forces françaises de l'intérieur.
Condotto al posto di comando del sottosettore C della Dordogna a Saint-Jean-d'Eyraud fu sottoposto a corte marziale presieduta da Michel Schneersohn, futuro sindaco di Mussidan dal 1946 al 1947. L'accusa di connivenza con il nemico fu sostenuta dai documenti scoperti presso la sua abitazione, mentre la difesa fu assunta da André Urbanovitch. Al termine del dibattimento fu condannato a morte il 24 luglio, e qualche giorno più tardi venne trasferito in località Querrerie del comune di Valojoulx, nei pressi di Montignac. Sottoposto a nuova corte marziale fu nuovamente condannato a morte. Fu fucilato da un plotone di esecuzione alle 22:40 del 28 agosto 1944, e fu lui a comandarlo al momento di aprire il fuoco. Sepolto in loco, la salma fu poi traslata nella tomba di famiglia del cimitero di Pujols nel 1956.

### Annotazioni
1. ↑  Era molti vicino alle posizioni assunte da Charles Maurras cui chiedeva spesso consiglio sulle questioni coloniali.

### Fonti
1. 1 2 3 4 5 6 7 8 9 10 11 12 13 14 15 16  École Navale.
2. 1 2 3 4 5 6 7 8 9 10  Claude Larronde.
3. 1 2 3 4 5 6 7 8 9 10  Valode 2010, pp. 122-123.
4. 1 2 3  Jennings 2004, p. 21.
5. ↑  Jennings 2004, p. 29.
6. ↑  Jennings 2004, p. 32.
7. ↑  Jennings 2004, p. 20.
8. 1 2  Sweets 1994, p. 123.
9. ↑  Jennings 2004, p. 88.
10. ↑  Jennings 2004, p. 46.
11. 1 2  Ginio 2006, p. 104.
12. 1 2  Ginio 2006, p. 65.
13. ↑  Jennings 2004, p. 22.
14. ↑  Roodenburg 2004, p. 307.
15. ↑  Poussou, Chaline,  Le Bouëdec 2011, p. 119.